# Châsse de Notre-Dame
La châsse de Notre-Dame est un reliquaire mosan réalisé en 1205, par Nicolas de Verdun, pour la cathédrale Notre-Dame de Tournai qui est considéré comme le chef-d’œuvre du style 1200 et qui fait partie des sept merveilles de Belgique.  

## Histoire

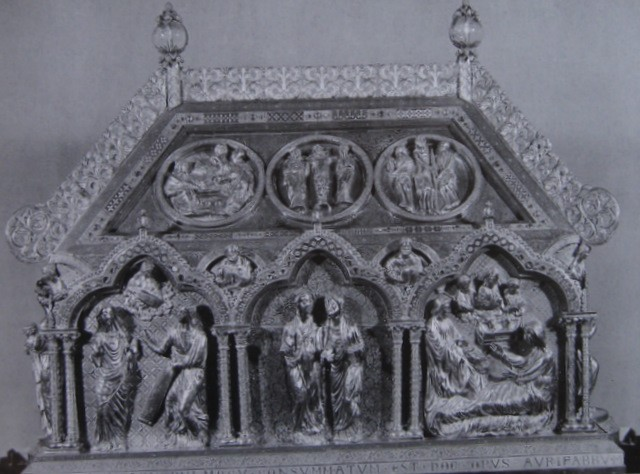
Châsse de Notre-Dame, Trésor de la cathédrale Notre-Dame de Tournai

Nicolas de Verdun qui a déjà réalisé l'ambon de l'abbatiale de Klosterneuburg et la châsse des Rois Mages pour la cathédrale de Cologne livre cette œuvre à la cathédrale de Tournai, probablement à la demande de l'évêque Étienne d'Orléans, dit « de Tournai ». Les panneaux retracent des scènes de la vie de la Vierge. La châsse fait actuellement partie du Trésor de la cathédrale de Tournai qui a été classée Patrimoine Mondial de l'Humanité par l'Unesco.